# Börvely
Börvely (románul: Berveni) falu Romániában, Szatmár megyében, Berveni központja.

## Fekvése
Nagykárolytól északra, a Szatmári-síkságon, a volt Ecsedi-láp szélén, a Kraszna partján fekvő település, a magyar-román határ mellett. A falutól nincs messze a magyarországi Vállaj. Az északkeleti szomszédságában fekvő Urával a mai 4923-as út elődjének folytatása kötötte össze.

## Története
Az egykori Ecsedi-láp délnyugati szélén fekvő település és környéke ősidők óta lakott hely volt. Határában kő-,bronz-kori  és kora középkori leleteket találtak.
Börvely egykor a Gutkeled nemzetség birtokaihoz tartozott.
A településről a XIV. századból van az első írott adat, nevét ekkor Berven-nek írták. Ekkor már egyháza is volt.
A XV. században, a Hunyadiak idején nevét Berwe, Berwey, Berwely -ként írták az oklevelek.
1372-ben a Gutkeled nemzetségből származó Buttkay Péter volt birtokosa.
1411-ben a Buttkay, Ráskay, Márki családok kaptak ide új adományt.
1417-ben a rokon Buttkayak eladták részüket a Báthoryaknak.
1420-ban a Károlyi család tagjai vámhelyet állítottak fel itt, de annak Kántor Jánosi Bálint ellentmondott. 1423-ban Buttkay Miklós és a Widfiak osztozkodnak rajta.
Az 1400-as években itt még földvár is állt, a mocsárban fekvő Vársziget  Ziget vár', egy nagykiterjedésű elsáncolt magaslatán, egy középkori őrtoronnyal, amely az Ecsedi vár egyik elővédműve lehetett, nyomai máig felismerhetők.
1430-ban a Buttkay családból származó Ráskay István megsebezte a kassai Geuger Jánost, amiért büntetésül birtokait a sértettnek adták zálogba. A kiváltásig Geuger Jánossal együtt Gara Miklós nádorispán is részesült benne, és 1454, 1461-ben a petri Derzs család is birtokos volt itt.
1465-ben Buttkay András és a Reszegi család kapnak benne részt.
1474-ben a hűtlen Buttkayak részét a Báthoryak kapták.
1478-ban a Buttkay család egyik ága a Buttkay Keszeg család is földesura lett.
1489-ben Báthory András kap rá királyi adományt.
1517-ben Báthory György kapja királyi adományba az egész birtokot.
1609-től az Ecsedi uradalom-hoz tartozott, és a Bethlen és Rákóczi-család voltak urai.
A Szatmári béke óta a Károlyiaké.
Az akkori harcok alatt a település elpusztult, de 1785 körül Erdélyből, Háromszékből érkezett telepesek újranépesítették, kiket a Háromszékből ide református lelkésznek megválasztott Bodoki Henter Márton, a Bodoki család egyik tagja hívott a községbe.
1873-ban a községet nagy kolerajárvány is tizedelte.

## Nevezetességek
- Református templom - A régi református templom helyett 1802-ben építettek újat.

## Híres emberek
- Itt született 1926. június 11-én Varga Lajos rádió- és könyvszerkesztő.
- Itt született 1943. május 14-én Demján Sándor nagyvállalkozó.
- Itt született 1953. március 3-án Végh Balázs Béla irodalomtörténész, műfordító, egyetemi oktató.